# Misraïm
Misraïm (en hébreu : מִצְרַיִם, en arabe : مصر) (prononcé en français : /mɪt͡srai:m/) est un personnage de la Genèse dans la Bible. Fils de Cham, il est donc petit-fils de Noé. Pour les juifs antiques, le pays de Misraïm était l'Égypte.

## Biographie
D'après le dixième chapitre du Livre de la Genèse, Misraïm, fils de Cham, est le jeune frère de Koush et le grand frère de Canaan et Pout. Ensemble, ils forment la branche hamite des descendants de Noé. Misraïm a lui-même plusieurs descendants : « Misraïm engendra les gens de Loud, d’Einame, de Lehab, de Naftouah, de Patrous et de Kaslouhs d’où se resortirent les Philistins historiques, et tout gens provenant de l'ïle du Kaftor. ».
Manéthon de Sebennytos suggère que l'âge d'or antique dont se vantent les Égyptiens précède le déluge et que les Égyptiens sont les descendants de Misraïm. Ces propos sont rapportés dans la Chronique d'Eusèbe de Césarée[réf. nécessaire].
Des historiens musulmans comme Sibt ibn al-Jawzi, Khondemir, Tabari et Ibn 'Abd al-Hakam soutiennent cette théorie, supposant que les pyramides ont été construites par des humains avant le déluge et que Misraïm s'est chargé de réoccuper la région après l'événement. Selon eux, Misraïm est en réalité un petit-fils de Cham[réf. nécessaire].

## Lien avec l'Égypte
Les textes de l'empire néo-babylonien mentionnent l'Égypte sous le nom de Mizraim. Les inscriptions en ougaritique y font référence sous le nom de Mṣrm, les lettres d'Amarna utilisent le terme Misri et l'Assyrie utilise Mu-ṣur. En arabe, l'Égypte se dit Miṣr.

## Franc-maçonnerie
Pour un article plus général, voir Rites maçonniques égyptiens.

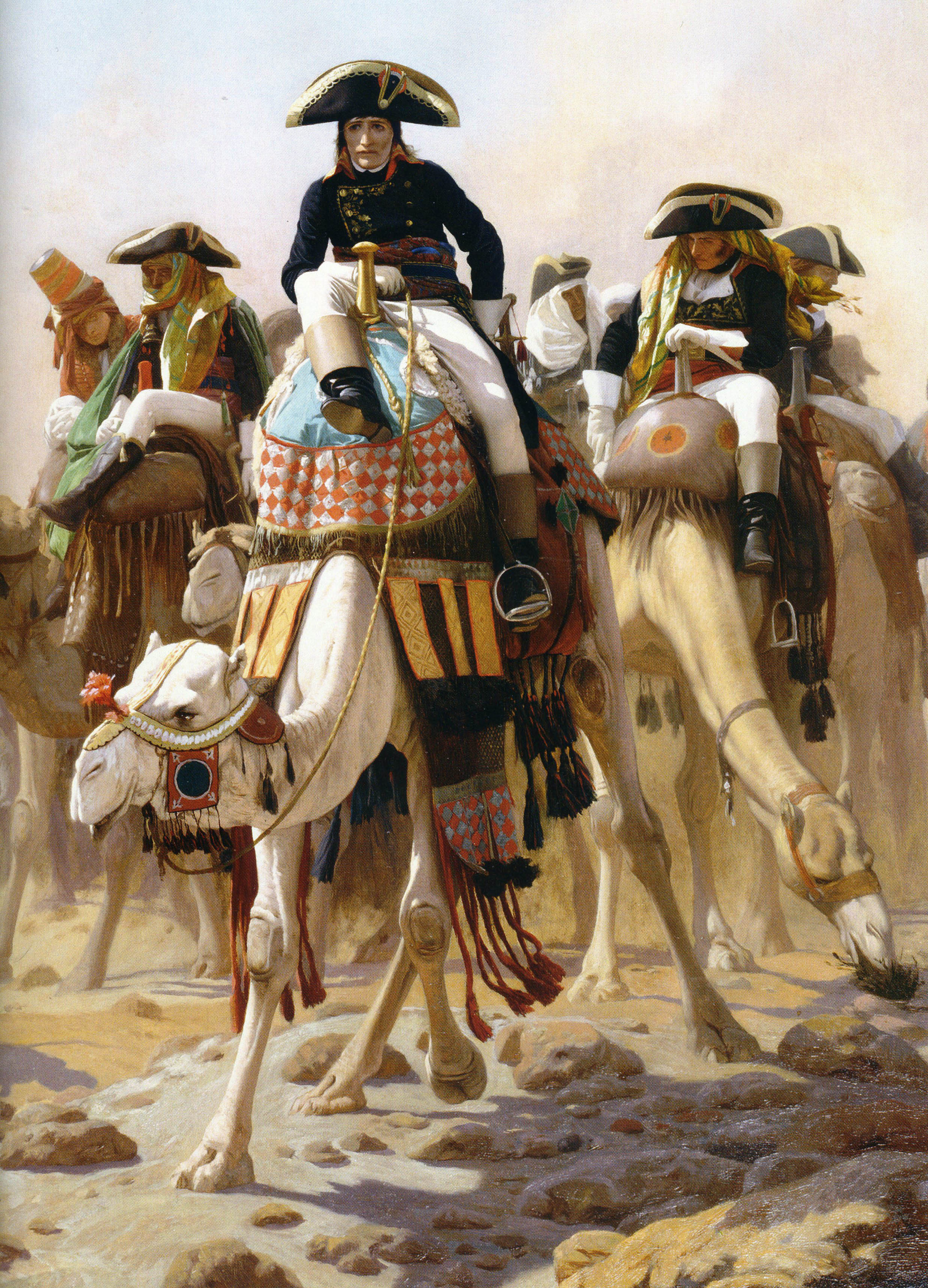
Le Général Bonaparte et son état-major en Égypte par Jean-Léon Gérôme, 1867. C'est à la suite de la campagne d'Égypte, que l'égyptomanie se développa le plus dans la franc-maçonnerie.

La première loge française de Misraïm (Misraïm signifiant « Égypte » en hébreu) bien attestée fut fondée en 1814-1815 à Paris par les trois frères Marc, Michel et Joseph Bédarride, cadres moyens de l'armée impériale en Italie, qui ramenaient ce rite de Naples. Dans l'état actuel des recherches historiques, il semble que ce rite soit apparu dans la république de Venise, peut-être à partir d'une patente délivrée par Joseph Balsamo, avant de commencer son développement dans les loges franco-italiennes du royaume de Naples. Il est possible qu'il ait eu des sources dans les milieux maçonniques férus d'ésotérisme du Comtat Venaissin où le père des frères Bédarride aurait été initié vers 1771-1773.
Il semble que le système et les chartes des frères Bédarride aient convaincu divers maçons, dont Thory et le Comte Muraire, qui les mirent en relation avec d'autres maçons du rite écossais. Quelques autres loges furent créées, mais les frères Bédarride, réduits au chômage avec la fin de l'Empire et n'ayant pu réussir à se reconvertir dans la parfumerie, commencèrent à vivre de la diffusion de leur rite, ce qui poussa quelques frères à s'en retirer et à demander en 1816, sans succès, leur admission au sein du « Grand Consistoire » du Grand Orient de France.
Le rite de Misraïm poursuivra son histoire avec des hauts et des bas jusqu'en 1822, date à laquelle, ayant été utilisé comme couverture par des réseaux politiques libéraux et républicains, il fut interdit par la police de la Restauration. Celle-ci ferma la dizaine de loges qui le composaient et confisqua une grande partie de ses archives, qui se trouvent en partie aujourd'hui aux Archives nationales. En 1831, le rite obtint de la Monarchie de Juillet le droit de se reconstituer, mais seules quatre loges parisiennes y parvinrent.

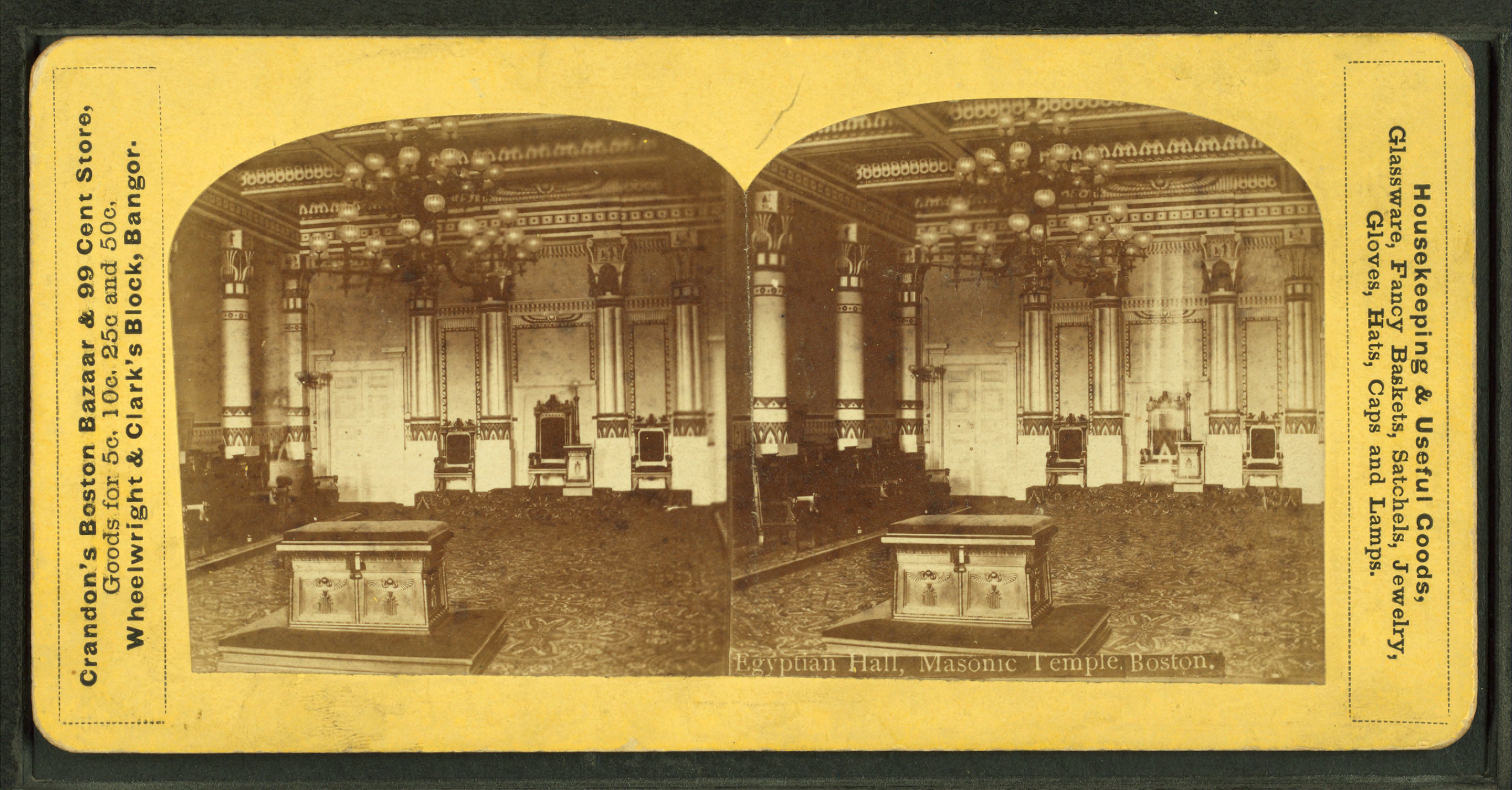
Témoignage stéréoscopique datant de 1867 de lEgyptian hall, dans le temple maçonnique de Boston.

Le frère Morrison (1780-1849) joua également un rôle notable dans l'histoire de ce rite. Originaire d'Écosse, ancien médecin militaire des armées britanniques pendant les guerres napoléoniennes, il s'établit à Paris en 1822. Passionné par les hauts grades maçonniques, il fut dignitaire de tous les systèmes de hauts grades existant à l'époque à Paris et contribua à la reconstitution du rite.
Entre les années 1848 et 1862, le rite de Misraïm traversa une crise. Michel Bédarride ayant un comportement très contesté à plusieurs reprises en ce qui concernait son administration jugée autoritaire et sa gestion financière jugée peu orthodoxe, quelques frères quittèrent l'obédience et, ne pouvant créer une autre structure, entrèrent au Grand Orient de France où ils ouvrirent entre autres, la loge « Jérusalem des Vallées Égyptiennes ». En 1858, le Grand maître du Grand Orient de France fit savoir que les frères de Misraïm ne pouvaient être reçus en visite dans les loges du Grand Orient de France[réf. souhaitée].
Michel Bédaride transmit avant sa mort, en 1856, la charge de diriger l'ordre à Hayère auquel succédèrent Girault en 1876, Osselin père vers 1884, puis Jules Osselin en 1887. Ce dernier ferma la Grande loge Misraïmite en 1899.
En 1889, le Rite de Misraïm placé sour la juridiction française comptait trois loges à Paris, huit en province, deux à New-York, une à Buenos-Aires et une à Alexandrie. À celles-ci, il convenait d'ajouter les loges de la juridiction italienne qui était alors indépendante.
Le Grand collège des Rites du Grand Orient de France accorda ensuite une reconnaissance officielle au Souverain Sanctuaire de Memphis aux États-Unis. Sous la grande maîtrise de Seymour, celui-ci ouvrit d'assez nombreuses loges non seulement aux États-Unis mais aussi dans différents pays du monde. Il fonda en particulier un Souverain Sanctuaire pour la Grande-Bretagne et l'Irlande, dont John Yarker était le grand-maître. En 1881, Yarker procéda à un échange de chartes avec le rite réformé de Misraïm de Pessina, sous l'Égide de Giuseppe Garibaldi, qui devint « Grand Hiérophante » des deux rites réunis, « Memphis et Misraïm ». À la mort de celui-ci, Yarker lui succéda.

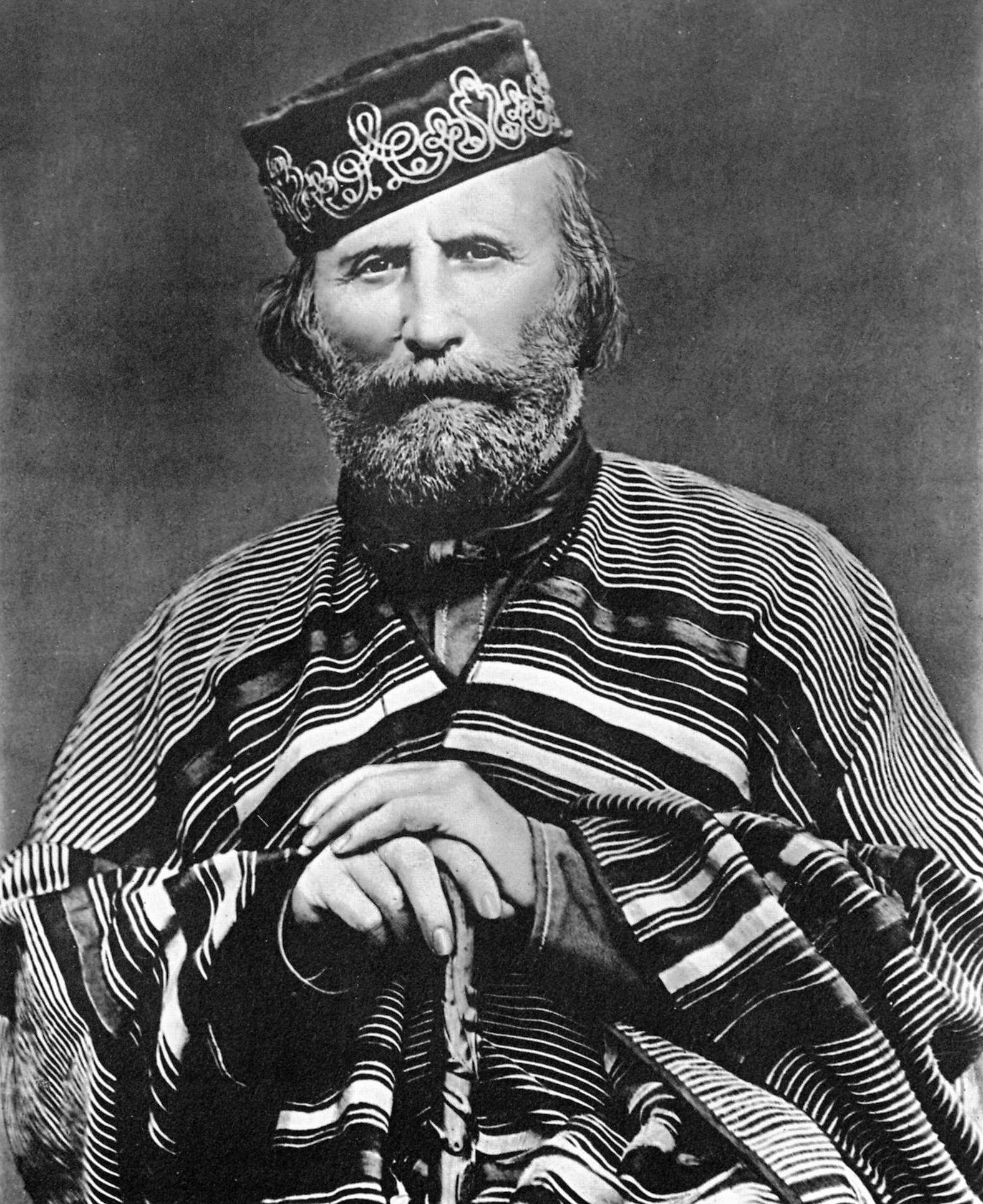
Giuseppe Garibaldi, « Grand Hiérophante » en 1881 des deux rites réunis, « Memphis et Misraïm ».

En France, le docteur Gérard Encausse (dit Papus), fondateur de l'Ordre martiniste et adversaire du Grand Orient de France, s'intéressait à la tradition maçonnique ésotérique. Après avoir sans succès demandé son admission à la Grande Loge Misraïmite et à la Grande Loge de France, il obtint de Yarker une patente lui permettant d'ouvrir une loge au rite Swedenborgien. En 1906, il obtint de Yarker l'autorisation de constituer une Grande Loge et en 1908, Théodore Reuss l'autorisa à ouvrir en compagnie de Teder la loge « Humanidad » qui devient l' Antique et Primitif Rite Oriental de Memphis-Misraïm en France. Il en devint le Grand Maître. Lui succédèrent Teder (de 1916 à 1918), puis Jean Bricaud (de 1818 à 1934), Constant Chevillon (de 1934 à son assassinat en 1944 par la Milice française), Henri-Charles Dupont (de 1945 à 1960), Robert Ambelain (de 1960 à 1986), Gérard Kloppel (de 1986 à 1998). En 1998, l'organisation a implosée en de multiples groupes, chacun revendiquant la légitimité.